# Loučim
Loučim – wieś i gmina w Czechach, w powiecie Domažlice, w kraju pilzneńskim. Według danych z dnia 1 stycznia 2013 liczyła 127 mieszkańców.
We wsi jest przystanek kolejowy Loučim.